# Ґодзілла, Мотра, Кінг Гідора: Атака всіх монстрів
«Ґодзілла, Мотра, Кінг Гідора: Атака всіх монстрів» (яп. ゴジラ・モスラ・キングギドラ 大怪獣総攻撃, ґодзіра, мосура, кінгу гідора дайкайдзю:со:ко:гекі) — японський кайдзю-фільм з елементами містики режисера Сюсуке Канеко. Це двадцять п'ятий фільм про гігантського динозавра Ґодзіллу, а також дванадцятий про гігантську міль Мотру, восьмий про триголового дракона Кінг Гідору і третій про рогатого підземного динозавра Барагона (це перша поява всіх трьох монстрів в фільмах епохи Міленіум). Це єдиний фільм про Ґодзіллу, режисером якого був Сюсуке Канеко. В Японії фільм вийшов у прокат 15 грудня 2001 року. В США прем'єра фільму відбулася на телеканалі Syfy.
У цьому фільмі ігноруються події всіх попередніх фільмів про Ґодзіллу, крім фільму 1954 року та фільму 1998 року.

## Сюжет
У Тихому океані тоне атомна субмарина. Біля місця катастрофи на камери японських глибоководних апаратів потрапляє гігантська істота, схожа на Ґодзіллу. Тим часом на узбережжі відбуваються дивні землетруси. Постраждалий від землетрусу повідомляє, що бачив Ґодзіллу. 
Тим часом репортерша Юрі відправляється на озеро Ікеда. До того співробітник Юрі на ім'я Такеда подарував їй книгу про трьох монстрів-хранителів — Барагона, Мотру та Кінг Гідору. А минулої ночі біля озера Ікеда невідомий монстр атакував відпочивальників. В околицях озера Юрі і Такеда зустрічають дивного старого Ісаяму, який твердить, що скоро Ґодзілла знову нападе на Японію.
Поблизу озера Ікеда з'являється Барагон, який і був винний в нещодавно 0их землетрусах. Незабаром з'являється і Ґодзілла, і починається битва, в ході якої Ґодзілла вбиває Барагона. За битвою спостерігали Юрі і Такеда, які знімали все на камеру. Через нещасний випадок Юрі ледь не потрапляє до лікарні, але вона бере велосипед і їде за Ґодзіллою. В цей час з кокона на острові Ікеда з'являється доросла Мотра, а в підземній крижаній печері в присутності Ісаями пробуджується Кінг Гідора. 
Тайдзо (батько Юрі) дає наказ стріляти лише в Ґодзіллу. Вночі Юрі приїждає до Йокогами і знімає на камеру битву Ґодзілли і Мотри. З'являється Кінг Гідора, який є недостатньо сильним для битви, адже пробудився раніше, ніж мав. В ході битви Ґодзілла вбиває Мотру, але перед смертю Мотра передає свою енергію Гідорі, і тепер він готовий до битви. Ґодзілла і Гідора починають бійку під водою. Тайдзо сідає в бойову субмарину і відправляється під воду. Ґодзілла за допомогою атомного променю руйнує міст, з якого Юрі і Такеда ведуть репортаж, і ті падають у воду, але Гідора не дає їм потонути, випускаючи струмінь повітря. Ґодзілла вбиває Кінг Гідору, після чого заковтує субмарину з Тайдзо. Тайдзо випускає ракету всередині Ґодзілли, і випливає з рани. Ґодзіллу розриває на шматки. Начальник Юрі хоче зняти фільм, про події, які відбулися, але йому повідомляють, що таємничий Ісаяма зник з відеозаписів. В кінці фільму виявляється, що серце Ґодзілли все ще б'ється на дні океану.

## Кайдзю
- Ґодзілла
- Мотра
- Кінг Гідора
- Барагон
- Зілла (згаданий)
- Іссі (вивіска)
- Ямата-но Орочі (згаданий)

## В ролях
- Тіхару Нііяма — Юрі Татібана
- Рюдо Удзакі — адмірал Тайдзо Татібана
- Масахіро Кобаясі — Теруакі Такеда
- Сіро Сано — Харукі Кадокура
- Кахо Мінамі — Кумі Еморі
- Сін'я Овада — Кацумаса Мікумо
- Куніо Мураі — Масато Хіногакі
- Хіроюкі Ватанабе — Ютака Хіросе
- Такасі Нісіна — Акі Маруо
- Сінго Кацураяма — Токіхіко Кобаякава
- Хідейо Амамото — Хіротосі Ісаяма
- Рьо Касе — рибалка
- Мідзухо Йосіда — Ґодзілла
- Акіра Охасі — Кінг Гідора
- Ріе Ота — Барагон

## Виробництво
За початковим задумом Сюсуке Канеко в цьому фільмі Ґодзілла повинен був битися з трьома монстрами: Ангірусом (який до цього в останній раз з'являвся в фільмі «Ґодзілла проти Мехаґодзілли» (1974)), Варан і Барагон (обидва кайдзю до цього востаннє з'являлися у фільмі «Знищити всіх монстрів»). Але на вимогу керівництва кінокомпанії Toho Ангірус і Варан били вилучені зі сценарію, а їх місце зайняли більш популярні чудовиська — Мотра і Кінг Гідора, які до цього в останній раз з'являлися у фільмі «Відродження Мотри III».
Мотра, Барагон і Кінг Гідора стали монстрами-хранителями (це єдиний фільм, в якому Кінг Гідора є позитивним персонажем), що захищають Японію від Ґодзілли. Втілення Ґодзілли, яке було показане у цьому фільмі, є найпохмурішим у всій франшизі.  У цього Ґодзілли горбата спина з широкими шипами, білі очі без зіниць і широка паща з численними товстими зубами. У цьому фільмі Ґодзілла є абсолютним злом, яке утворилося з душ людей, загиблих у Другій світовій війні.
Компанія Sony Pictures Entertainment планувала випустити цей фільм у прокат в американських кінотеатрах, але після невдалого релізу фільму «Ґодзілла 2000», ці наміри були відкинуті.
Підводний апарат Сацума, за допомогою якого Тайдзо вбиває Ґодзіллу, названий на честь актора Кемпатіро Сацуми, який грав Ґодзіллу у всіх фільмах епохи Хейсей (починаючи з «Ґодзілли» 1984 року і закінчуючи «Ґодзіллою проти Руйнівника»).
Це останній фільм, в якому знявся Хідейо Амамото.
При бюджеті фільму ¥1,2 млрд ($9,4 млн), його касові збори склали ¥2,71 млрд ($20 млн), що в два рази перевищує показники зборів фільму «Ґодзілла проти Мегагіруса». Фільм отримав в основному позитивні відгуки. На сайті Rotten Tomatoes його рейтинг становить 54%.

## Відсилання до інших фільмів
- У фільмі Барагон вперше з'являється у тунелі. При схожих обставинах цей монстр вперше з'являється і в фільмі «Франкенштейн проти Барагона».
- Одна зі сцен, в якій Мотра пролітає в нічному небі над будівлями, дуже схожа на аналогічний момент у фільмі «Ґодзілла проти Мотри».
- На початку фільму Ґодзілла знищує підводний човен. Аналогічний момент був у фільмі «Повернення Годзілли».